# Milan (Michigan)
Pour les articles homonymes, voir Milan (homonymie).
Milan est une ville du Comté de Monroe et du Comté de Washtenaw dans l'état du Michigan.
Elle a été fondée en 1831, et sa population est de 6 079 habitants en 2020.